# Idioma pije
Pije (Pinje) es una lengua austronesia hablada mayoritariamente en el área tradicional de Hoot Ma Waap, en el municipio de Hienghene, en la Provincia Norte, Nueva Caledonia. Del mismo modo que el jawe, el fwâi y el nemi, se habla en la comuna de Hienghene; figura en el diccionario comparativo de lenguas de Hienghene, escrito por André-Georges Haudricourt y Françoise Ozanne-Riviera en 1982. Tiene unos 180 hablantes nativos y es un idioma amenazado.